# Somerset megye (New Jersey)
Somerset megye az Amerikai Egyesült Államokban, azon belül New Jersey államban található. Megyeszékhelye Somerville. Lakosainak száma 345 361 fő (2020. április 1.).

## Szomszédos megyék
- Morris megye (észak)
- Union megye (kelet)
- Middlesex megye (délkelet)
- Mercer megye (dél)
- Hunterdon megye (nyugat)

## Népesség
A megye népességének változása:
| Lakosok száma | 324 175 | 326 466 | 328 246 | 330 585 | 333 654 | 345 361 |
|               | 2010    | 2011    | 2012    | 2013    | 2015    | 2020    |